# SMK Hälsinge
SMK Hälsinge är en rallyklubb från Hudiksvall i Hälsingland bildad 1927. Klubben har cirka 250 medlemmar och är en lokalavdelning av Svenska Motorklubben. Dess klubbhus och rallytävlingar är miljöcertifierade.